# Ryan Williams (ciclista)
Ryan Williams (Sunshine Coast, 22 de junio de 1994) es un deportista australiano que compite en ciclismo en la modalidad de BMX estilo libre. Consiguió trece medallas en los X Games entre los años 2018 y 2025.

## Medallero internacional
| \| X Games de Verano \| X Games de Verano \| X Games de Verano \| X Games de Verano \| \| Año \| Lugar \| Medalla \| Prueba \| \| ----------------- \| ------------------------------- \| ----------------- \| -------------------- \| \| 2018 \| Sídney (Australia) \| Medalla de oro \| Big air \| \| 2019 \| Shanghái (China) \| Medalla de oro \| Big air \| \| 2019 \| Mineápolis (Estados Unidos) \| Medalla de oro \| Big air \| \| 2021 \| California (Estados Unidos) \| Medalla de plata \| Mejor truco \| \| 2022 \| California (Estados Unidos) \| Medalla de oro \| Megaparque \| \| 2023 \| Chiba (Japón) \| Medalla de oro \| Mejor truco \| \| 2023 \| California (Estados Unidos) \| Medalla de oro \| Megaparque \| \| 2023 \| California (Estados Unidos) \| Medalla de oro \| Dirt – mejor truco \| \| 2023 \| California (Estados Unidos) \| Medalla de plata \| Dirt \| \| 2024 \| California (Estados Unidos) \| Medalla de oro \| Dirt – Mejor truco \| \| 2025 \| Osaka (Japón) \| Medalla de oro \| Parque – Mejor truco \| \| 2025 \| Salt Lake City (Estados Unidos) \| Medalla de oro \| Dirt \| \| 2025 \| Salt Lake City (Estados Unidos) \| Medalla de oro \| Dirt – Mejor truco \| |                                 |                  |                      |
| X Games de Verano |                                 |                  |                      |
| Año | Lugar                           | Medalla          | Prueba               |
| 2018 | Sídney (Australia)              | Medalla de oro   | Big air              |
| 2019 | Shanghái (China)                | Medalla de oro   | Big air              |
| 2019 | Mineápolis (Estados Unidos)     | Medalla de oro   | Big air              |
| 2021 | California (Estados Unidos)     | Medalla de plata | Mejor truco          |
| 2022 | California (Estados Unidos)     | Medalla de oro   | Megaparque           |
| 2023 | Chiba (Japón)                   | Medalla de oro   | Mejor truco          |
| 2023 | California (Estados Unidos)     | Medalla de oro   | Megaparque           |
| 2023 | California (Estados Unidos)     | Medalla de oro   | Dirt – mejor truco   |
| 2023 | California (Estados Unidos)     | Medalla de plata | Dirt                 |
| 2024 | California (Estados Unidos)     | Medalla de oro   | Dirt – Mejor truco   |
| 2025 | Osaka (Japón)                   | Medalla de oro   | Parque – Mejor truco |
| 2025 | Salt Lake City (Estados Unidos) | Medalla de oro   | Dirt                 |
| 2025 | Salt Lake City (Estados Unidos) | Medalla de oro   | Dirt – Mejor truco   |